# Холера
Холе́ра (от др.-греч. χολή «жёлчь» и ῥέω «теку»), иногда азиатская холера — острая кишечная, антропонозная инфекция, вызываемая бактериями вида Vibrio cholerae. Характеризуется фекально-оральным механизмом заражения, поражением тонкого кишечника, водянистой диареей, рвотой, быстрой потерей организмом жидкости и электролитов с развитием различной степени обезвоживания вплоть до гиповолемического шока и смерти. Относится к особо опасным инфекциям. Холера, как правило, возникает из-за зараженных продуктов или неочищенной питьевой воды.
Распространяется, как правило, в форме эпидемий. Эндемические очаги располагаются в Африке, Южной Америке, Индии и Юго-Восточной Азии.

## История
Человечество на протяжении всей своей истории время от времени страдало от разрушительных вспышек холеры. Все пандемии холеры распространялись по миру из долины реки Ганга, где болезнь хорошо известна с античности. Неизменная жара, загрязнение речных вод и массовое скопление людей у рек во время таких церемоний, как Кумбха Мела, способствовали распространению заболевания по Индийскому субконтиненту.
Хотя в Европе о холере писали ещё Гиппократ и Гален, до XIX века заболевание локализовалось на юге Азии. С 1817 года начинается волна непрерывных пандемий, которые унесли в XIX веке больше человеческих жизней, чем вспышка любой другой болезни. Существует предположение, что причиной пандемий стала мутация возбудителя холеры, произошедшая в Бенгалии в «год без лета» и вызванная аномальными погодными условиями 1816 года.
В 1817 году первая пандемия холеры охватила все без исключения страны Азии и докатилась до Астрахани. В одном Бангкоке погибло не менее 30 тысяч жителей, а общая численность жертв пандемии исчисляется шестизначными числами. Только аномально холодная зима 1823—1824 гг., сковавшая льдом реки даже в южных странах, не позволила болезни проникнуть в Европу.
Вторая пандемия вспыхнула на равнинах Ганга в 1829 году и продолжалась целых 20 лет. Усовершенствование путей сообщения, непрерывные передвижения армий и колониальная торговля облегчали распространение заболевания между странами. Во время этой пандемии болезнь впервые проникла в Европу, в США, в Японию.
Пик эпидемии в России пришёлся на вторую половину 1830 и первую половину 1831 года. Невежественные люди принимали отряды, занимавшиеся дезинфекцией колодцев хлорной известью, за отравителей и врывались в поисках врагов в казённые больницы — по стране прокатилась волна холерных бунтов.
Третья пандемия пришлась на 1850-е гг. и совпала по времени с Крымской войной. Только в России число жертв превысило миллион человек. Эта эпидемия была самой смертоносной в XIX веке. Заражение в сентябре 1854 года пятисот человек в самом центре Лондона шокировало викторианскую Англию и, благодаря исследованиям Дж. Сноу, стимулировало усовершенствование систем водоснабжения и канализации. Всего учёными выделяется семь пандемий холеры:
1. Первая пандемия, 1816—1824 гг
2. Вторая пандемия, 1829—1851 гг.
3. Третья пандемия, 1852—1860 гг.
4. Четвёртая пандемия, 1863—1875 гг.
5. Пятая пандемия, 1881—1896 гг.
6. Шестая пандемия, 1899—1923 гг.
7. Седьмая пандемия, 1961—1975 гг.

В 1905 году на карантинной станции Эль-Тор был выделен новый вид возбудителя, получивший название в честь станции. Седьмая пандемия, в отличие от предыдущих, вызвана вибрионом Эль-Тор.
С началом пандемий стали формироваться научные знания о холере. Когда болезнь ударила по частям британской армии, расквартированным в Индии, появились первые исследования, направленные на лучшее понимание причин возникновения и распространения этой болезни и способов её адекватного лечения. Однако до середины XX века холера оставалась одной из наиболее опасных эпидемических болезней, уносившей сотни тысяч и даже миллионы жизней.
В современном мире холера уже не представляет такой опасности, какую представляла раньше, однако до сих пор регистрируют отдельные случаи и даже вспышки эпидемии холеры в развивающихся и в бедных странах, особенно при массовых стихийных бедствиях, например, при землетрясениях. Так, начавшаяся в октябре 2010 года эпидемия на Гаити затронула 7 % населения этого государства и по состоянию на май 2015 г. унесла жизни 9700 человек.

## Этиология
Известно более 150 серогрупп Vibrio cholerae, различающихся О-антигеном; их разделяют на агглютинирующиеся типовой холерной сывороткой О1 холерные вибрионы (V. cholerae O1) и на не агглютинирующиеся типовой холерной сывороткой О1 холероподобные НАГ-вибрионы (V. cholerae non О1, обозначаются соответственно: V. cholerae О2, О3 и т. д.).
«Классическая» холера вызывается холерным вибрионом серогруппы О1. Различают два биовара (биотипа) этой серогруппы: классический (Vibrio cholerae biovar cholerae) и Эль-Тор (Vibrio cholerae biovar eltor).
По морфологическим, культуральным и серологическим характеристикам они сходны: короткие изогнутые подвижные палочки, имеющие жгутик, грамотрицательные аэробы, хорошо окрашиваются анилиновыми красителями, спор и капсул не образуют, растут на щелочных средах (pH 7,6-9,2) при температуре 10-40 °C. Холерные вибрионы Эль-Тор в отличие от классических способны гемолизировать эритроциты барана (не всегда).
Каждый из этих биотипов по О-антигену (соматическому) подразделяется на серотипы. Серотип Инаба (Inaba) содержит фракцию С, серотип Огава (Ogawa) — фракцию B и серотип Гикошима (Hikojima) — фракции А, B и С. Н-антиген холерных вибрионов (жгутиковый) — общий для всех серотипов. Холерные вибрионы образуют холерный токсин — белковый энтеротоксин.
НАГ-вибрионы вызывают различной степени тяжести холероподобную диарею, которая иногда также может закончиться летальным исходом.
Как пример можно привести большую эпидемию, вызванную Vibrio cholerae серогруппы О139 Bengal. Она началась в октябре 1992 г. в порту Мадрас Южной Индии и, быстро распространяясь по побережью Бенгалии, достигла Бангладеш в декабре 1992 г., где только за первые 3 месяца 1993 г. вызвала более чем 100 000 случаев заболевания.

## Эпидемиология
По оценке Всемирной организации здравоохранения, в 2010 году в мире было от 3 до 5 миллионов случаев заболевания холерой и 100—130 тысяч смертельных случаев. Эти заболевания происходили, главным образом, в развивающихся странах. В начале 1980-х уровень смертности оценивается как превышающий 3 миллиона в год. Точное количество случаев заболевания оценить трудно, поскольку о многих из них не сообщается из-за опасений, что вспышки холеры могут оказать негативный эффект на приток туристов в этих странах. В настоящее время холера продолжает носить эпидемический и эндемичный характер во многих регионах мира.
Все способы передачи холеры — варианты фекально-орального механизма. Источником инфекции является человек — больной холерой и здоровый (транзиторный) вибриононоситель, выделяющие в окружающую среду Vibrio cholerae с фекалиями и рвотными массами.
Большую роль в распространении заболевания играют здоровые вибриононосители. Соотношение носители/больные может достигать 4:1 при варианте Vibrio cholerae O1 и 10:1 при НАГ-вибрионах.
Заражение происходит, главным образом, при питье необеззараженной воды, заглатывании воды при купании в загрязнённых водоёмах, во время умывания, а также при мытье посуды заражённой водой. Заражение может происходить при употреблении пищи (алиментарная контаминация), инфицированной во время кулинарной обработки, её хранения, мытья или раздачи, особенно продуктами, не подвергающимися термической обработке (моллюски, креветки, вяленая и слабосоленая рыба). Возможен контактно-бытовой (через загрязнённые руки) путь передачи. Кроме того, холерные вибрионы могут переноситься мухами.
При распространении заболевания важную роль играют плохие санитарно-гигиенические условия, скученность населения, большая миграция населения. Здесь надо отметить эндемичные и завозные очаги холеры. В эндемичных районах (Юго-Восточная Азия, Африка, Латинская Америка) холера регистрируется в течение всего года. Завозные эпидемии связаны с интенсивной миграцией населения. В эндемичных районах чаще болеют дети, так как взрослое население уже обладает естественно приобретённым иммунитетом. В большинстве случаев подъём заболеваемости наблюдают в тёплый сезон.
Примерно у 4—5 % выздоровевших больных формируется хроническое носительство вибриона в желчном пузыре. Это особенно характерно для лиц пожилого возраста. После перенесённой болезни в организме переболевших вырабатывается иммунитет, что не исключает заражения другими серотипами Vibrio cholerae.

## Патогенез
Симптомы заболевания вызываются не самим холерным вибрионом, а продуцируемым им холерным токсином.
Входными воротами инфекции является пищеварительный тракт. Часть вибрионов гибнет в кислой среде желудка под воздействием соляной кислоты. Если микроорганизмы преодолевают желудочный барьер, то они проникают в тонкий отдел кишечника, где, найдя благоприятную щелочную среду, начинают размножаться. У больных холерой возбудитель может быть обнаружен на всем протяжении желудочно-кишечного тракта, но в желудке при рН не более 5,5 вибрионы не обнаруживаются.
Вибрионы колонизируют поверхность эпителия тонкого отдела кишечника, не проникая, однако, внутрь него, и выделяют холерный токсин (англ. CTX) — белковый энтеротоксин, состоящий из двух частей: субъединицы А и субъединицы В.
Субъединица В соединяется с рецептором — ганглиозидом GM1, находящемся на поверхности эпителиальных клеток. После прикрепления субъединицы В к ганглиозиду субъединица А проникает через мембрану внутрь эпителиальной клетки.
Активированная субъединица А (А1) транспортирует АДФ-рибозную половину расщеплённого никотинамидадениндинуклеотида (НАД) на регуляторный белок аденилатциклазного комплекса, находящегося на внутренней стороне мембраны эпителиоцита.
В результате происходит активация аденилатциклазы, приводящая к повышению содержания циклического аденозинмонофосфата (цАМФ) — одного из внутриклеточных стимуляторов кишечной секреции. Присутствие повышенного цАМФ ведёт к выделению в просвет кишечника огромного количества изотонической жидкости с низким содержанием белка и высокой концентрацией ионов натрия, калия, хлоридов, гидрокарбонатов. Развивается диарея, рвота и обезвоживание. Потеря жидкости, гидрокарбонатов и калия ведёт к развитию метаболического ацидоза, гипокалиемии.

## Клиническая картина
До применения антибиотиков и эффективной вакцинопрофилактики в течение холеры различали формы:
- холерный понос
- холерина
- алгидная, или асфиктическая холера (в том числе сухая холера)
- холерный тифоид.

При своевременном оказании современной медицинской помощи, с середины XX века последние крайне тяжёлые формы практически не встречаются.

### Инкубационный период
Инкубационный период длится от нескольких часов до 5 суток, чаще 24—48 часов. Тяжесть заболевания варьируется — от стёртых, субклинических форм до тяжёлых состояний с резким обезвоживанием (вследствие потери воды при неукротимой диарее, а также при многократной рвоте) и смертью в течение 24—48 часов.
По данным ВОЗ «многие пациенты, инфицированные V. cholerae, не заболевают холерой несмотря на то, что бактерии присутствуют в их фекалиях в течение 7—14 дней. В 80—90 % тех случаев, когда развивается болезнь, она принимает формы лёгкой или средней тяжести, которые трудно клинически отличить от других форм острой диареи. Менее чем у 20 % заболевших людей развивается типичная холера с признаками умеренного или тяжёлого обезвоживания».
Для типичной клинической картины холеры характерно три степени тяжести.

### Лёгкая степень
При этой форме наблюдается жидкий стул и рвота, которые могут быть однократными. Обезвоживание не превышает 1—3 % массы тела (дегидратация 1-й степени). Самочувствие больного удовлетворительное. Жалобы на сухость во рту, повышенную жажду, мышечную слабость. Такие больные не всегда обращаются за медицинской помощью. Через 1—2 дня все клинические признаки исчезают, хотя вибриононосительство ещё некоторое время остаётся.

### Среднетяжёлая степень
Начало заболевания острое, с частым стулом (до 15—20 раз в сутки), который постепенно теряет каловый характер и принимает вид рисового отвара. При поносе отсутствует боль в животе, тенезмы. Иногда могут быть незначительные боли в области пупка, дискомфорт, урчание и «переливание жидкости» в животе. Вскоре к поносу присоединяется обильная рвота без тошноты. Нарастает обезвоживание, потеря жидкости составляет 4—6 % массы тела (дегидратация 2-й степени). Появляются судороги отдельных групп мышц. Голос становится сиплым. Больные жалуются на сухость во рту, жажду, слабость. Отмечается цианоз губ, иногда акроцианоз. Тургор кожи уменьшается. Тахикардия.

### Тяжёлая степень
Характеризуется выраженной степенью обезвоживания с утратой 7—9 % жидкости и нарушением гемодинамики (дегидратация 3-й степени). У больных отмечается частый, обильный и водянистый стул и рвота, выраженные судороги мышц. Артериальное давление падает, пульс слабый, частый. Появляется одышка, цианоз кожного покрова, олигурия или анурия. Черты лица заостряются, глаза западают, голос становится сиплым вплоть до афонии. Тургор кожи снижен, кожная складка не распрямляется, пальцы рук и ног в морщинах. Язык сухой. Отмечается незначительная болезненность в эпигастрии и околопупочной области. Больные жалуются на значительную слабость и неукротимую жажду.

### Степени обезвоживания
I степень — потеря жидкости не превышает 3 % первоначальной массы тела;
II степень — потеря 4—6 % первоначальной массы тела;
III степень — потеря 7—9 % первоначальной массы тела;
IV степень — более 10 % первоначальной массы тела.
При большой потере жидкости развивается алгид (лат. algidus холодный) — симптомокомплекс, обусловленный IV степенью обезвоживания организма с потерей хлоридов натрия и калия и гидрокарбонатов, сопровождающийся гипотермией; гемодинамическими расстройствами; анурией; тоническими судорогами мышц конечностей, живота, лица; резкой одышкой; снижением тургора кожи, появляется симптом «рука прачки»; уменьшением объёма стула до полного его прекращения.

### Особенности холеры удетей
- Тяжёлое течение.
- Раннее развитие и выраженность дегидратации.
- Чаще развивается нарушение ЦНС: заторможенность, нарушение сознания в виде ступора и комы.
- Чаще наблюдаются судороги.
- Повышенная склонность к гипокалиемии.
- Повышение температуры тела.

### Степени обезвоживания у детей
I степень — потеря не превышает 2 % первоначальной массы тела;
II степень — потеря 3—5 % первоначальной массы тела;
III степень — потеря 6—8 % первоначальной массы тела;
IV степень — потеря более 8 % первоначальной массы тела.

## Осложнения
- Гиповолемический шок
- Острая почечная недостаточность: олигурия, анурия
- Нарушение функции ЦНС: судороги, кома

## Диагностика
- Данные анамнеза: эндемичный район, известная эпидемия.
- Клиническая картина.

### Лабораторная диагностика
Цель диагностики: индикация Vibrio cholerae в испражнениях и (или) рвотных массах, воде, определение агглютининов и вибриоцидных антител в парных сыворотках крови больных
Методика диагностики.
- Посев бактериологического материала (испражнения, рвотные массы, вода) на тиосульфат-цитрат-жёлчносолевой-сахарозный агар (англ. TCBS), а также на 1 % щелочную пептонную воду; последующий пересев на вторую пептонную воду и высев на чашки со щелочным агаром.
- Выделение чистой культуры, идентификация.
- Исследование биохимических свойств выделенной культуры — способность разлагать те или иные углеводы, т. н. «ряд сахаров» — сахарозу, арабинозу, маннит.
- Реакция агглютинации с специфическими сыворотками.
- Выявление ДНК Vibrio cholerae методом ПЦР, который также позволяет выявить принадлежность к патогенным штаммам и серогруппам О1 и О139.
- Для дифференциации холерных вибрионов используют бактериофаги (в настоящее время набор из семи бактериофагов позволяет выделять среди V. cholerae 16 фаготипов), для лечения фаги практически не применяются.[20]

### Дифференциальный диагноз
- Сальмонеллёзы
- Дизентерия Зонне
- Гастроэнтерит, вызванный кишечной палочкой
- Вирусная диарея (ротавирусы)
- Отравление ядовитыми грибами
- Отравление фосфорорганическими пестицидами
- Ботулизм

## Лечение
При подозрении на холеру больных срочно госпитализируют в специальное отделение.
Как правило, при восполнении потерянной жидкости у больных холерой происходит выздоровление и без применения антибиотиков, поэтому Всемирная организация здравоохранения рекомендует их применение только в случаях с тяжелым обезвоживанием.

### Восстановление и поддержание циркулирующего объёма крови и электролитного состава тканей
Проводится в два этапа:
1. Восполнение потерянной жидкости — регидратация (в объёме, соответствующем исходному дефициту массы тела).
2. Коррекция продолжающихся потерь воды и электролитов.

Может проводиться орально или парентерально. Выбор пути введения зависит от тяжести заболевания, степени обезвоживания, наличия рвоты. Внутривенное струйное введение растворов абсолютно показано больным с обезвоживанием III и IV степени.
Для оральной регидратации Всемирной организацией здравоохранения рекомендован следующий раствор:
| Составная часть | Концентрация, mmol/L |
| --------------- | -------------------- |
| Натрий          | 90                   |
| Калий           | 20                   |
| Хлор            | 80                   |
| Цитрат          | 10                   |
| Глюкоза         | 110                  |

Для начальной внутривенной регидратации у больных с выраженным обезвоживанием лучше всего подходит версия раствора Рингера, которая называется лактатным раствором Рингера (англ. Ringer's lactate solution) или раствором Хартманна (англ. Hartmann's solution). Гипокалиемия корригируется дополнительным введением препаратов калия.
Сравнительная характеристика электролитного состава холерного стула и раствора Рингера (mmol/L)
| Субстанция      | Субстанция      | Натрий | Калий | Cl  | Основания |
| Стул            | Взрослые        | 135    | 15    | 90  | 30        |
| Стул            | Дети            | 100    | 25    | 90  | 30        |
| Раствор Рингера | Раствор Рингера | 130    | 4     | 109 | 28        |

### Лечение антибиотиками
Лечение антибиотиками позволяет сократить течение болезни на 1—3 дня и снизить выраженность симптомов. Применение антибиотиков также уменьшает потребность в жидкости. Против холерного вибриона оказались эффективными такие антибиотики, как азитромицин, ко-тримоксазол, эритромицин, тетрациклин, доксициклин, ципрофлоксацин и фуразолидон. Азитромицин и тетрациклин оказались более эффективными, чем доксициклин или ципрофлоксацин. Применение тетрациклина и доксициклина не рекомендовано детям младше 8 лет. Во многих странах в мире сообщалось о том, что у некоторых штаммов холерных вибрионов сформировалась устойчивость к доксициклину, фторхинолонам (например, к ципрофлоксацину), а также к тетрациклину, ко-тримоксазолу и эритромицину.

### Энтеросорбция
В лечении применяют Энтеросорбцию — метод, основанный на связывании и выведении из ЖКТ экзогенных и эндогенных веществ, патогенных микроорганизмов и продуктов их жизнедеятельности при помощи энтеросорбентов.

## Профилактика холеры
- Предупреждение заноса инфекции из эндемических очагов.
- Соблюдение санитарно-гигиенических мер: обеззараживание воды (в особенности — источников водоснабжения), мытьё рук, термическая обработка пищи, обеззараживание мест общего пользования и т. д.
- Раннее выявление, изоляция и лечение больных и вибрионосителей.
- Специфическая профилактика холерной вакциной и холероген-анатоксином. Холерная вакцина имеет относительно короткий период действия.

### Вакцина
В настоящее время (по состоянию на 2018 г.) имеются следующие пероральные холерные вакцины:
- Dukoral (Швеция, 1991 г., син. WC/rBS) — моновалентная убитая цельноклеточная жидкая вакцина. Вакцинация двукратная (3-кратная для детей 2-6 лет), ревакцинация каждые 2 года, для детей 2-5 лет каждые 6 мес. Аналог в Китае лицензирован как OraVacs и выпускается в капсулах, вакцинация трёхкратная.
- mORC-Vax (Вьетнам, 1997/2009 гг.) — бивалентная убитая цельноклеточная жидкая вакцина, вариант вакцины Dukoral лицензированной во Вьетнаме, первоначально производилась модифицированная вакцина. В 1992 году вакцина усовершенствована, удешевлено производство и переименована в ORC-VAX. В 2004 году ещё раз изменён состав и вакцина зарегистрирована во Вьетнаме как mORC-Vax, в Индии производится как Shanchol (с 2009 г.), в Корее производится как Euvichol (с 2015 г.). Вакцинация двукратная, ревакцинация через 2 года, включая детей от 1 года.
- Vaxchora (США, 2016 г.) — живая аттенуированная (ослабленный микроорганизм) лиофилизированная вакцина. Ранее вакцина лицензированная как Orochol, Orochol E, Mutacol выпускалась в разных странах, но в 2004 году была снята с производства. Вакцинация однократная только взрослых (18-64 лет). Требует нестандартных условий соблюдения холодовой цепи: −15 ÷ −25 °С.
- Вакцина холерная инактивированная бивалентная химическая таблетированная (Россия, 1992 г.) — смесь холероген-анатоксина с О-антигеном. Вакцинация однократная (с 2 лет). Ревакцинация каждые 6 месяцев.

## Прогноз
При своевременном и адекватном лечении прогноз благоприятный. Трудоспособность полностью восстанавливается в течение приблизительно 30 суток. При отсутствии адекватной медицинской помощи высока вероятность быстрого летального исхода.

## Известные исследователи
- Кох, Роберт, XIX век.
- Канштатт, Карл Фридрих, XIX век.
- Антонио Колуччи-бей, XIX век.
- Хавкин, Владимир Аронович, XIX век.
- Ермольева, Зинаида Виссарионовна, XX век.
- Пастер, Луи, XIX век.

## Холера в культуре и искусстве
- Холера упоминается и в произведениях, в частности в Книге Премудрости Иисуса, сына Сирахова[31], в стихотворении «Не боюся я холеры…» В. С. Соловьёва от 1892 г., в романе Г. Г. Маркеса «Любовь во время холеры» 1985 г. и т. д.
- В новелле Томаса Манна «Смерть в Венеции» главный герой умирает от холеры, заразившись во время эпидемии.